# Крейн, Никки
Ни́кки Крейн (англ. Nicky Crane; Nicola Vincenzio «Nicky» Crane; 21 мая 1958 — 8 декабря 1993) — британский НС-скинхед.

## Биография
Родился 21 мая 1958 года в графстве Кент. В начале 1970-х годов вступил в неонацистскую группу «Британское движение». В 1981 году Крейн появился на обложке альбома «Strength Thru Oi!». Участвовал в нападениях на негров. В 1981 году был осуждён и приговорён к 4 годам тюремного заключения за участие в нападении на группу чернокожей молодёжи. После выхода на свободу принимал активное участие в деятельности неонацистских группировок, обеспечивал безопасность концертов группы Skrewdriver и её лидера Яна Стюарта.
В 1992 году совершил каминг-аут, признавшись в гомосексуальности. После этого известия соратники поспешили исключить его из своих рядов, а Ян Стюарт сказал по этому поводу, что чувствует себя преданным. Авторы книги «Розовая свастика» писали, что в молодости Крейн сам участвовал в уличных избиениях геев. Ссылаясь на книгу Мюррея Хили «Гей-скины», авторы отмечают, что «Крейн, по его собственному признанию, был искренним нацистом, идеализировавшим Гитлера», он активно создавал уличные группировки с целью создания беспорядков на улицах, драк на спортивных мероприятиях, нападений на людей другой национальности. Британский музыкальный критик Гарри Бушелл, исследовавший Oi!-движение, называл Крейна «гей-нацистом». Британское антифашистское издание Searchlight сообщало также, что Крейн был участником лондонского гей-парада в 1986 году. По данным музыкального журнала Sounds, Крейн снимался в любительском гей-порно, всё ещё оставаясь активистом неонацистского движения. В 1993 году умер от СПИДа.